# Langfang
Langfang (egyszerűsített kínai írással: 廊坊, pinjin: Lángfāng) prefektúra szintű város Kínában, Hopej tartományban. Lakosainak száma 5 464 087 fő (2020).

## Népesség
| 2010 | 4 358 839 |
| 2020 | 5 464 087 |

## Testvérvárosok
- Macumoto